# Buscador de venas mediante luz cercana al infrarrojo
Visor de venas infrarroja, vendido bajo los nombres de marca VeinViewer y Accuvein, son dispositivos utilizados para probar y aumentar la capacidad de prestadores de la salud para ver venas. Utilizan una ligera luz infrarroja para crear un mapa de las venas.; aun así, no han encontrado respuesta para que  aumenten el éxito de empezar sondas intravenosas. Las máquinas tienen un costo en Estados Unidos de $15,000 para el año 2015.
Luminetx introdujo un dispositivo llamado VeinViewer en 2006, y Accuvein introdujo un producto llamado Accuvein en 2008.